# Колючки

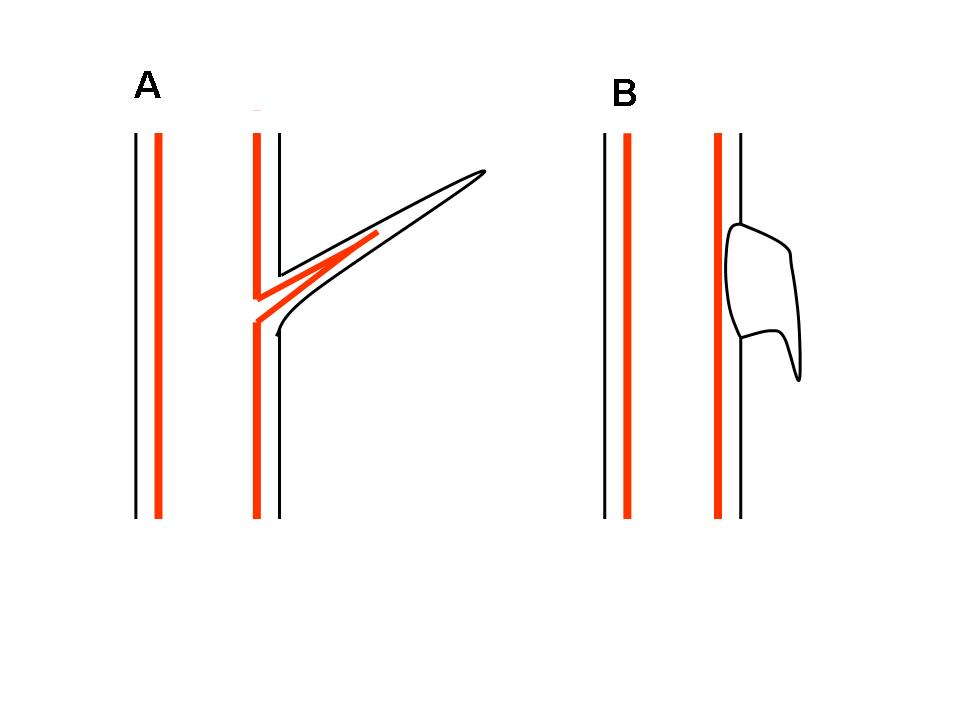
Схематические продольные срезы побеговой колючки (А) и шипа (В).
Древесина колючки является продолжением древесины несущей её ветви, колючка расположена в пазухе кроющего листа, соответственно — листового рубца; напротив, шип как эмергенец, образован исключительно тканью коры и поэтому обламывается.

Колю́чки (в ботанике) — заострённые, твёрдые, обычно одревесневшие образования у растений.
Колючки следует отличать от шипов — твёрдых массивных заострённых выростов эпидермы и подлежащих тканей, которые образуются на стеблях и черешках (реже — на листьях) многих растений — например, видов розоцветных из родов малина (Rubus), шиповник (Rosa) и др.. В отличие от колючек шипы по своему происхождению относятся к эмергенцам, хотя они морфологически и сходны с колючками, но не имеют строго порядка в расположении, то есть не привязаны к узлам, пазухам листьев и т. п.

## Классификация колючек

### По происхождению

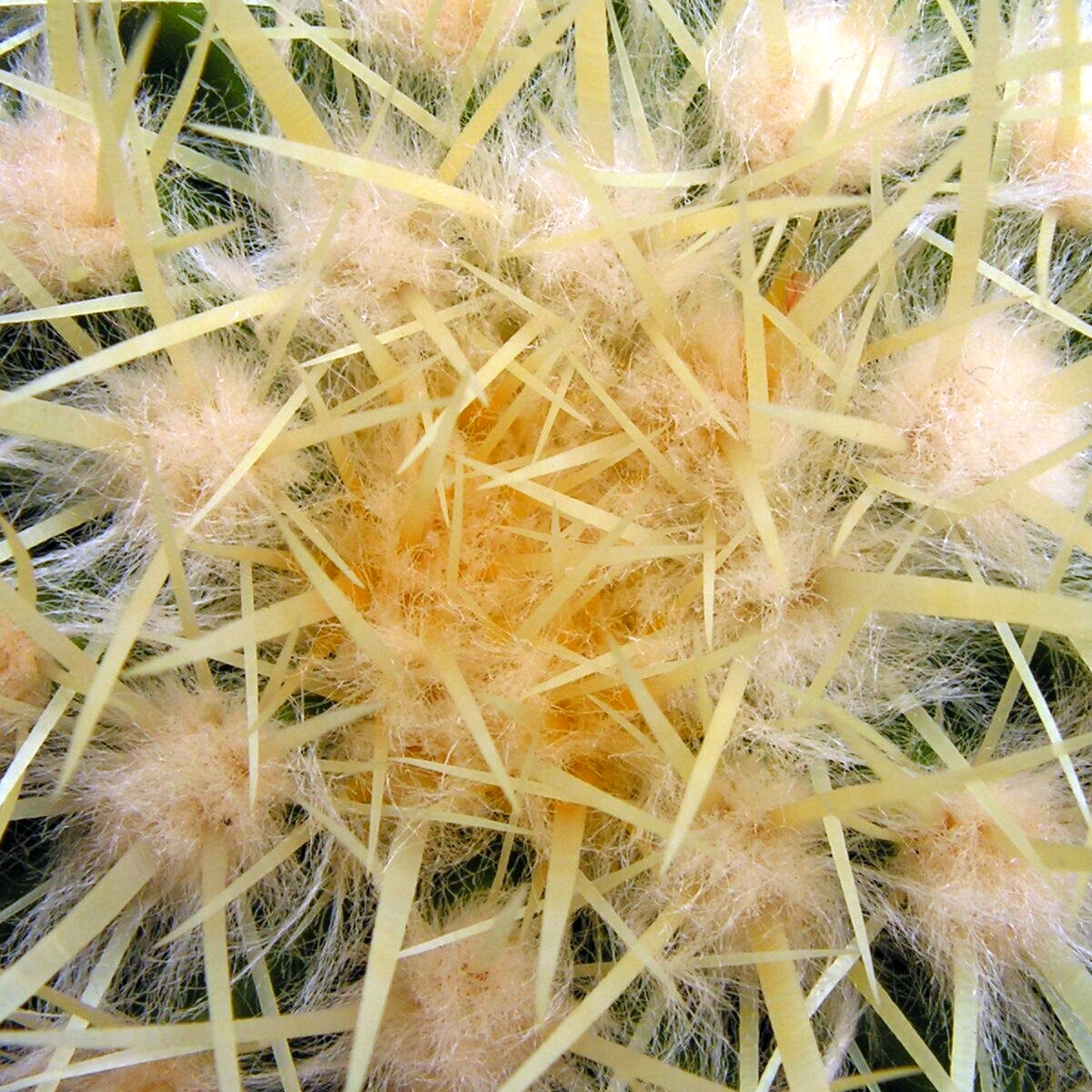
Колючки Эхинокактус Грузона|эхинокактуса Грузона (Echinocactus grusonii)

Колючки — результат метаморфоза различных органов, которые в процессе развития стали выполнять новые функции. У разных растений колючками стали побеги, листья, части листьев, прилистники или, реже, корни.
Видоизмененными побегами являются колючки боярышника, тёрна, гледичии.
Видоизмененными листьями являются колючки барбариса.
Колючки у кактусов являются видоизменёнными почечными чешуями. Поскольку меристема ареол у кактусов (являющихся видоизменёнными пазушными почками) остаются жизнедеятельными в течение длительного времени, в них могут появляться всё новые и новые колючки; кроме того, колючка кактусов может увеличиваться в размере за счёт роста своей нижней части (интеркалярный рост).

### По строению

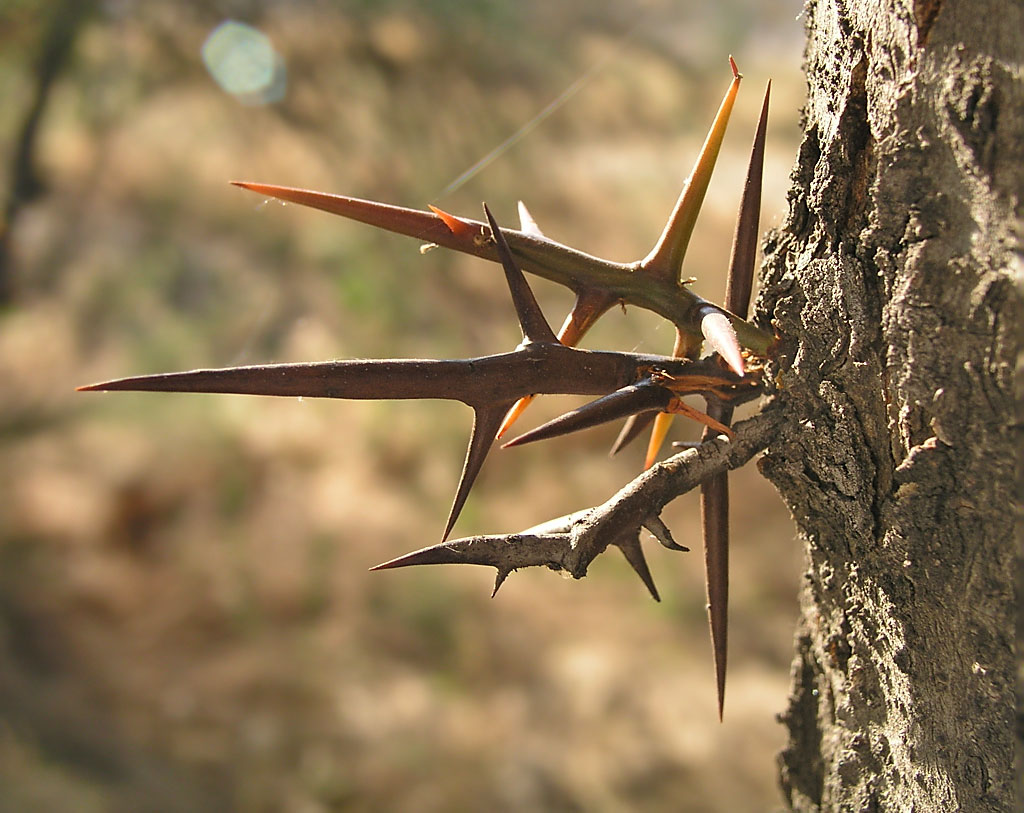
Разветвлённые колючки гледичии

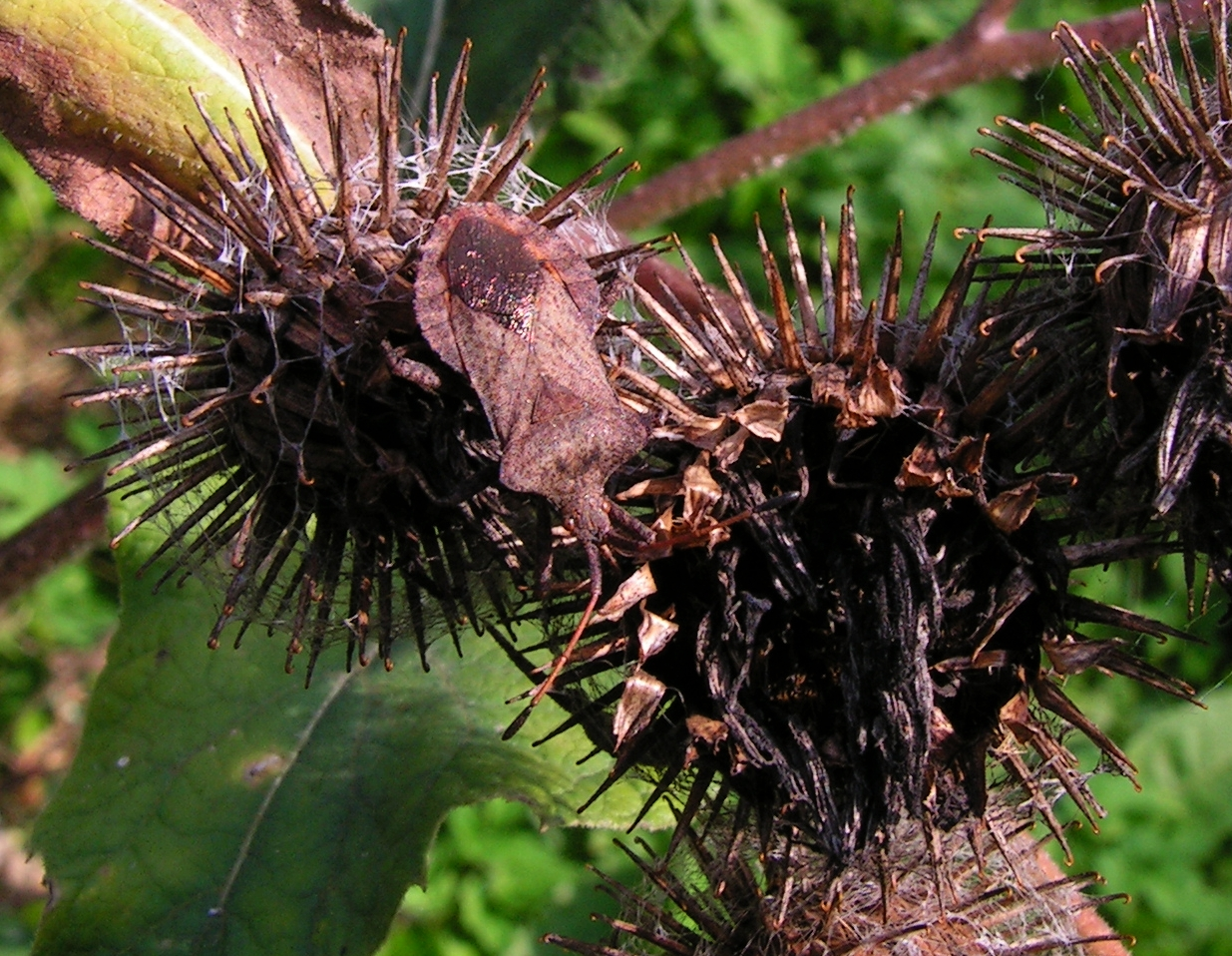
Колючки лопуха большого (являющиеся листочками обёртки соцветий) имеют крюкообразные остроконечия, с их помощью растения распространяют свои семена

По своему строению различают колючки простые и разветвлённые:
- простые колючки не имеют разветвлений — например, у кактусов,
- разветвлённые колючки — например, у гледичии (Gleditsia).

### По расположению
Колючки кактусов, расположенные в одной ареоле, делятся на радиальные, находящие на границе ареолы, и центральные. Как правило, радиальных колючек больше, чем центральных, при этом они по сравнению с центральными более короткие и тонкие. Центральные колючки на конце нередко имеют крючок. Иногда формируются только радиальные либо только центральные колючки; у некоторых видов радиальные и центральные колючки в ареолах трудно различаются. Колючки могут быть округлыми в поперечном сечении, овальными или плоскими.

### Глохидии
Одной из разновидностью колючек являются глохидии — мелкие, легко обламывающиеся колючки с микроскопическими крюкообразными выростами, которые характерны для представителей подсемейства опунциевые семейства кактусовые. В ареоле глохидии располагаются пучком.

## Функции колючек
Одна из функций колючек — конденсация водяного пара, вода потом стекает по стеблю к корням. Поступление воды через колючки в стебли обсуждается в некоторых работах, но нет объяснения механизмов, которые бы в таком случае препятствовали бы её потере в жаркое время суток из побегов.
Многие функции колючек связаны с защитой поверхности растений, особенно у молодых растений, от слишком ярких лучей солнца, а также от поедания животными и других повреждений.
Колючки (шипы) на плодах или на засохших листочках обёртки соцветий (особенно в тех случаях, когда на концах колючек имеются крючки) служат для зоохории — распространения семян с помощью животных.
У некоторых кактусов (у представителей родов корифанта и ферокактус, а также у Hamatocactus setispinus) имеются выполняющие функцию внецветковых нектарников колючки, которые выделяют нектар для привлечения опылителей.

## Рекорды среди колючек
Максимальная длина колючек у кактусов составляет 25 см (у видов Cereus jamacaru и Corryocactus brevistylus).